# Président du Parlement de Finlande
Le président du Parlement de Finlande (en finnois : Eduskunnan puhemies ; en suédois : Riksdagens talman) est la personne ayant pour rôle la direction des débats et l'organisation des travaux du Parlement de Finlande.

## Élection
Le président, ainsi que les deux vice-présidents, sont élus chaque année au début d'une nouvelle session plénière par les députés du Parlement au vote à bulletin secret. En plus de préparer le travail des sessions plénières, le président joue un rôle central dans la coopération internationale du Parlement, qui comprend les visites des présidents et des délégations internationales et la participation à diverses organisations interparlementaires.

## Liste des présidents
| Nom                        | Image                 | Période          | Parti                              |
| -------------------------- | --------------------- | ---------------- | ---------------------------------- |
| Pehr Evind Svinhufvud      |                       | 1907–1912        | Parti jeune finnois                |
| Oskari Tokoi               |                       | 1913             | Parti social-démocrate de Finlande |
| Kaarlo Juho Ståhlberg      |                       | 1914             | Parti jeune finnois                |
| Kullervo Manner            |                       | 1917             | Parti social-démocrate de Finlande |
| Johannes Lundson           |                       | 1917             | Parti jeune finnois                |
| Lauri Ingman               |                       | 1918             | Parti finlandais                   |
| Ernst Nevanlinna           |                       | 1918             | Parti finlandais                   |
| Paavo Virkkunen            |                       | 1918             | Parti finlandais                   |
| Lauri Kristian Relander    |                       | 1919–1920        | Parti du centre                    |
| Kyösti Kallio              |                       | 1920             | Parti du centre                    |
| Wäinö Wuolijoki            |                       | 1921             | Parti social-démocrate de Finlande |
| Kyösti Kallio              |                       | 1922             | Parti du centre                    |
| Wäinö Wuolijoki            |                       | 1922             | Parti social-démocrate de Finlande |
| Paavo Virkkunen            |                       | 1923             | Parti de la coalition nationale    |
| Kyösti Kallio              |                       | 1924–1925        | Parti du centre                    |
| Wäinö Wuolijoki            |                       | 1925             | Parti social-démocrate de Finlande |
| Paavo Virkkunen            |                       | 1926             | Parti de la coalition nationale    |
| Kyösti Kallio              |                       | 1927             | Parti du centre                    |
| Paavo Virkkunen            |                       | 1928             | Parti de la coalition nationale    |
| Kyösti Kallio              |                       | 1929             | Parti du centre                    |
| Paavo Virkkunen            |                       | 1929–1930        | Parti de la coalition nationale    |
| Juho Sunila                |                       | 1930             | Parti du centre                    |
| Kyösti Kallio              |                       | 1930–1936        | Parti du centre                    |
| Väinö Hakkila              |                       | 1936–1944        | Parti social-démocrate de Finlande |
| Karl-August Fagerholm      |                       | 1945–1947        | Parti social-démocrate de Finlande |
| Urho Kekkonen              |                       | 1948–1950        | Parti du centre                    |
| Karl-August Fagerholm      |                       | 1950–1956        | Parti social-démocrate de Finlande |
| Vieno Johannes Sukselainen |                       | 1956–1957        | Parti du centre                    |
| Karl-August Fagerholm      |                       | 1957             | Parti social-démocrate de Finlande |
| Vieno Johannes Sukselainen |                       | 1958             | Parti du centre                    |
| Karl-August Fagerholm      |                       | 1958–1961        | Parti social-démocrate de Finlande |
| Kauno Kleemola             |                       | 1962–1965        | Parti du centre                    |
| Karl-August Fagerholm      |                       | 1965             | Parti social-démocrate de Finlande |
| Rafael Paasio              |                       | 1966             | Parti social-démocrate de Finlande |
| Johannes Virolainen        |                       | 1966–1968        | Parti du centre                    |
| Vieno Johannes Sukselainen |                       | 1968–1969        | Parti du centre                    |
| Rafael Paasio              |                       | 1970–1972        | Parti social-démocrate de Finlande |
| Vieno Johannes Sukselainen |                       | 1972–1975        | Parti du centre                    |
| Veikko Helle               |                       | 1976–1977        | Parti social-démocrate de Finlande |
| Ahti Pekkala               |                       | 1978–1979        | Parti du centre                    |
| Johannes Virolainen        |                       | 1979–1982        | Parti du centre                    |
| Erkki Pystynen             |                       | 1983–1986        | Parti de la coalition nationale    |
| Ilkka Suominen             | Ilkka Suominen (2009) | 1987             | Parti de la coalition nationale    |
| Matti Ahde                 |                       | 1987–1988        | Parti social-démocrate de Finlande |
| Kalevi Sorsa               |                       | 1989–1990        | Parti social-démocrate de Finlande |
| Esko Aho                   |                       | avril 1991       | Parti du centre                    |
| Ilkka Suominen             | Ilkka Suominen (2009) | 1991–1993        | Parti de la coalition nationale    |
| Riitta Uosukainen          |                       | 1994             | Parti de la coalition nationale    |
| Paavo Lipponen             |                       | Mars-Avril 1995  | Parti social-démocrate de Finlande |
| Riitta Uosukainen          |                       | 1995–1999        | Parti de la coalition nationale    |
| Jukka Mikkola              |                       | Mars-Avril 1999  | Parti social-démocrate de Finlande |
| Riitta Uosukainen          |                       | 1999–2003        | Parti de la coalition nationale    |
| Anneli Jäätteenmäki        |                       | Mars-Avril 2003  | Parti du centre                    |
| Liisa Jaakonsaari          |                       | 15-22 avril 2003 | Parti social-démocrate de Finlande |
| Paavo Lipponen             |                       | 2003–2007        | Parti social-démocrate de Finlande |
| Timo Kalli                 |                       | Mar-avril 2007   | Parti du centre                    |
| Sauli Niinistö             |                       | 2007-2011        | Parti de la coalition nationale    |
| Ben Zyskowicz              |                       | Avril-Juin 2011  | Parti de la coalition nationale    |
| Eero Heinäluoma            |                       | 2011-2015        | Parti social-démocrate de Finlande |
| Juha Sipilä                |                       | Avril-Mai 2015   | Parti du centre                    |
| Maria Lohela               |                       | 2015-2018        | Vrais Finlandais                   |
| Paula Risikko              |                       | 2018-2019        | Parti de la coalition nationale    |
| Antti Rinne                |                       | Avril-Juin 2019  | Parti social-démocrate de Finlande |
| Matti Vanhanen             |                       | 2019–2020        | Parti du centre                    |
| Anu Vehviläinen            |                       | 2020-2022        | Parti du centre                    |
| Matti Vanhanen             |                       | 2022-2023        | Parti du centre                    |
| Petteri Orpo               |                       | Avril-Juin 2023  | Parti de la coalition nationale    |
| Jussi Halla-aho            |                       | Depuis 2023      | Parti des Finlandais               |

## Liste des vice-présidents

### Premiers vice-présidents
| Vice-président        | Période   | Parti  | Vie       |
| --------------------- | --------- | ------ | --------- |
| Nils Robert af Ursin  | 1907–1908 | SDP    | 1854–1936 |
| Yrjö Sirola           | 1908–1909 | SDP    | 1876–1936 |
| Akseli Listo          | 1909      | Suom.  | 1856–1921 |
| Yrjö Sirola           | 1909–1910 | SDP    | 1876–1936 |
| Väinö Tanner          | 1910      | SDP    | 1881–1966 |
| Karl Söderholm        | 1910–1911 | RKP    | 1859–1948 |
| Oskari Tokoi          | 1911–1913 | SDP    | 1873–1963 |
| Lauri Ingman          | 1913–1914 | Suom.  | 1868–1934 |
| Oskari Tokoi          | 1914–1917 | SDP    | 1873–1963 |
| Lauri Ingman          | 1917–1918 | Suom.  | 1868–1934 |
| Pekka Ahmavaara       | 1918      | Nuors. | 1862–1929 |
| Santeri Alkio         | 1918–1919 | ML     | 1862–1930 |
| Anton Kotonen         | 1919–1921 | SDP    | 1876–1936 |
| Oskari Mantere        | 1921–1922 | EP     | 1874–1942 |
| Wäinö Wuolijoki       | 1922–1923 | SDP    | 1872–1947 |
| Paavo Virkkunen       | 1924–1925 | Kok.   | 1874–1959 |
| Jalo Lahdensuo        | 1925–1928 | ML     | 1882–1973 |
| Rieti Itkonen         | 1928–1929 | SDP    | 1889–1951 |
| Väinö Hakkila         | 1929–1930 | SDP    | 1882–1958 |
| Antti Tulenheimo      | 1930–1932 | Kok.   | 1879–1952 |
| Väinö Hakkila         | 1932–1936 | SDP    | 1882–1958 |
| Juho Koivisto         | 1936–1937 | ML     | 1885–1975 |
| Jalo Lahdensuo        | 1937–1938 | ML     | 1882–1973 |
| Viljami Kalliokoski   | 1938–1940 | ML     | 1894–1978 |
| Mikko Tarkkanen       | 1940–1945 | ML     | 1886–1967 |
| Cay Sundström         | 1945      | SKDL   | 1902–1959 |
| Eino Pekkala          | 1945–1946 | SKDL   | 1887–1956 |
| Toivo Kujala          | 1946      | SKDL   | 1894–1959 |
| Lennart Heljas        | 1946–1947 | ML     | 1896–1972 |
| Urho Kekkonen         | 1947–1948 | ML     | 1900–1986 |
| Alpo Lumme            | 1948–1949 | SDP    | 1890–1973 |
| Penna Tervo           | 1949–1950 | ML     | 1901–1956 |
| Viljami Kalliokoski   | 1950–1953 | ML     | 1894–1978 |
| Lennart Heljas        | 1954–1956 | ML     | 1896–1972 |
| Väinö Leskinen        | 1956–1957 | SDP    | 1917–1972 |
| Lennart Heljas        | 1957–1958 | ML     | 1896–1972 |
| Toivo Kujala          | 1958–1959 | SKDL   | 1894–1959 |
| Paavo Aitio           | 1959–1966 | SKDL   | 1918–1989 |
| Wiljam Sarjala        | 1966      | Kesk.  | 1901–1977 |
| Veikko Kokkola        | 1966–1970 | SDP    | 1911–1974 |
| Nestori Kaasalainen   | 1970–1971 | Kesk.  | 1915–2016 |
| Johannes Virolainen   | 1971–1972 | Kesk.  | 1914–2000 |
| Esko Niskanen         | 1972      | SDP    | 1928–2013 |
| Veikko Helle          | 1972–1976 | SDP    | 1911–2005 |
| Ahti Pekkala          | 1976–1978 | Kesk.  | 1924–2014 |
| Veikko Helle          | 1978–1983 | SDP    | 1911–2005 |
| Pirkko Työläjärvi     | 1983–1985 | SDP    | 1938–     |
| Matti Louekoski       | 1985–1987 | SDP    | 1941–     |
| Elsi Hetemäki-Olander | 1987–1991 | Kok.   | 1927–     |
| Saara-Maria Paakkinen | 1991–1995 | SDP    | 1941–2005 |
| Sirkka-Liisa Anttila  | 1995–1996 | Kesk.  | 1943–     |
| Mikko Pesälä          | 1996–1999 | Kesk.  | 1938–     |
| Sirkka-Liisa Anttila  | 1999–2003 | Kesk.  | 1943–     |
| Liisa Jaakonsaari     | 2003      | SDP    | 1945–     |
| Seppo Kääriäinen      | 2003      | Kesk.  | 1948–     |
| Markku Koski          | 2003–2006 | Kesk.  | 1952–     |
| Sirkka-Liisa Anttila  | 2006–2007 | Kesk.  | 1943–     |
| Ilkka Kanerva         | 2007      | Kok.   | 1948–     |
| Seppo Kääriäinen      | 2007–2011 | Kesk.  | 1948–     |
| Jutta Urpilainen      | 2011      | SDP    | 1975–     |
| Pekka Ravi            | 2011–2015 | Kok.   | 1949–     |
| Timo Soini            | 2015      | PS     | 1962–     |
| Mauri Pekkarinen      | 2015–2019 | Kesk.  | 1947–     |
| Juho Eerola           | 2019      | PS     | 1975–     |
| Tuula Haatainen       | 2019      | SDP    | 1960–     |
| Antti Rinne           | 2019–2020 | SDP    | 1962–     |
| Tarja Filatov         | 2020–2021 | SDP    | 1963–     |
| Antti Rinne           | 2021-2023 | SDP    | 1962–     |
| Juho Eerola           | 2023-2023 | PS     | 1975–     |
| Paula Risikko         | 2023-     | Kok    | 1960–     |

### Deuxièmes vice-présidents
| Vice-président      | Période   | Parti | Vie       |
| ------------------- | --------- | ----- | --------- |
| Ernst Palmén        | 1907–1908 | Suom. | 1849–1919 |
| Akseli Listo        | 1908–1909 | Suom. | 1856–1921 |
| Karl Söderholm      | 1909      | RKP   | 1859–1948 |
| Akseli Listo        | 1909–1910 | Suom. | 1856–1921 |
| Karl Söderholm      | 1910      | RKP   | 1859–1948 |
| Akseli Listo        | 1910–1913 | Suom. | 1856–1921 |
| Karl Söderholm      | 1913      | RKP   | 1859–1948 |
| Emil Schybergson    | 1913–1914 | RKP   | 1856–1920 |
| Lauri Ingman        | 1914–1917 | Suom. | 1868–1934 |
| Väinö Jokinen       | 1917      | SDP   | 1879–1920 |
| Santeri Alkio       | 1917–1918 | ML    | 1862–1930 |
| Emil Schybergson    | 1918      | RKP   | 1856–1920 |
| Pekka Ahmavaara     | 1918–1919 | Kok.  | 1862–1929 |
| Paavo Virkkunen     | 1919–1921 | Kok.  | 1874–1959 |
| Eero Hatva          | 1922      | ML    | 1872–1945 |
| Oskari Mantere      | 1922      | EP    | 1874–1942 |
| Jalo Lahdensuo      | 1923–1924 | ML    | 1882–1973 |
| Wäinö Wuolijoki     | 1924–1925 | SDP   | 1872–1947 |
| Paavo Virkkunen     | 1925      | Kok.  | 1874–1959 |
| Jalo Lahdensuo      | 1926      | ML    | 1882–1973 |
| Jaakko Keto         | 1926–1927 | SDP   | 1884–1947 |
| Rieti Itkonen       | 1927–1928 | SDP   | 1889–1951 |
| Ragnar Furuhjelm    | 1928–1929 | RKP   | 1879–1944 |
| Paavo Virkkunen     | 1929      | Kok.  | 1874–1959 |
| Juho Sunila         | 1929–1930 | ML    | 1875–1936 |
| Gunnar Sahlstein    | 1930      | Kok.  | 1879–1935 |
| Väinö Hakkila       | 1930–1933 | SDP   | 1882–1958 |
| Ernst von Born      | 1933–1939 | RKP   | 1885–1956 |
| Edwin Linkomies     | 1939–1943 | Kok.  | 1894–1963 |
| Toivo Horelli       | 1943–1945 | Kok.  | 1888–1975 |
| Vihtori Vesterinen  | 1945      | ML    | 1885–1958 |
| Lennart Heljas      | 1945–1946 | ML    | 1896–1972 |
| Toivo Kujala        | 1947–1958 | SKDL  | 1894–1959 |
| Onni Peltonen       | 1958      | SDP   | 1894–1969 |
| Johannes Virolainen | 1959–1961 | ML    | 1914–2000 |
| Kusti Eskola        | 1961–1962 | ML    | 1911–2003 |
| Jussi Saukkonen     | 1962–1964 | Kok.  | 1905–1986 |
| Niilo Kosola        | 1964–1966 | Kok.  | 1911–1996 |
| Paavo Aitio         | 1966–1968 | SKDL  | 1918–1989 |
| Leo Suonpää         | 1968–1970 | SKDL  | 1911–1996 |
| Olavi Lähteenmäki   | 1970–1975 | Kok.  | 1909–2006 |
| Anna-Liisa Linkola  | 1975–1979 | Kok.  | 1914–1999 |
| Juuso Häikiö        | 1979–1983 | Kok.  | 1917–2003 |
| Veikko Pihlajamäki  | 1983      | Kesk. | 1922–2007 |
| Mikko Pesälä        | 1983–1991 | Kesk. | 1938–     |
| Ritva Laurila       | 1991      | Kok.  | 1932–2014 |
| Mikko Pesälä        | 1991–1994 | Kesk. | 1938–     |
| Seppo Pelttari      | 1994      | Kesk. | 1941–     |
| Riitta Uosukainen   | 1995      | Kok.  | 1942–     |
| Matti Louekoski     | 1995–1996 | SDP   | 1941–     |
| Kerttu Törnqvist    | 1996–1999 | SDP   | 1942–2002 |
| Riitta Uosukainen   | 1999      | Kok.  | 1942–     |
| Jukka Mikkola       | 1999–2003 | SDP   | 1943–2018 |
| Ilkka Kanerva       | 2003–2007 | Kok.  | 1948–     |
| Johannes Koskinen   | 2007–2010 | SDP   | 1954–     |
| Tarja Filatov       | 2010–2011 | SDP   | 1963–     |
| Anssi Joutsenlahti  | 2011–2015 | PS    | 1943–     |
| Ben Zyskowicz       | 2015      | Kok.  | 1954–     |
| Paula Risikko       | 2015–2016 | Kok.  | 1960–     |
| Arto Satonen        | 2016–2018 | Kok.  | 1966–     |
| Tuula Haatainen     | 2018–2019 | SDP   | 1960–     |
| Paula Risikko       | 2019      | Kok.  | 1960–     |
| Juho Eerola         | 2019–2023 | PS    | 1975–     |
| Tarja Filatov       | 2023-     | SDP   | 1963–     |

### Liens
- Site officiel
- Notice dans un dictionnaire ou une encyclopédie généraliste :   - Uppslagsverket Finland